# Amallothrix propinqua
Amallothrix propinqua är en kräftdjursart som först beskrevs av Georg Ossian Sars 1920.  Amallothrix propinqua ingår i släktet Amallothrix och familjen Scolecitrichidae. Inga underarter finns listade i Catalogue of Life.